# Henry Rodríguez (baseball, 1967)
Pour les articles homonymes, voir Henry Rodríguez et Rodríguez.
Henry Anderson Rodríguez Lorenzo (né le 8 novembre 1967 à Santo Domingo, République dominicaine) est un ancien joueur des Ligues majeures de baseball ayant évolué à la position de voltigeur de 1992 à 2002 pour les Dodgers de Los Angeles, les Expos de Montréal, les Cubs de Chicago, les Marlins de la Floride et les Yankees de New York. Il a connu quatre saisons consécutives de 80 points produits ou plus, entre 1996 et 1999.

## Carrière
Rodriguez débute dans le baseball majeur le 5 juillet 1992 avec les Dodgers de Los Angeles, club avec lequel il signe son premier contrat professionnel en 1985, à l'âge de 17 ans. N'allant nulle part en début de carrière avec les Dodgers malgré une moyenne au bâton de ,268 en 104 matchs joués en 1994, il est échangé durant la saison 1995. Avec le Jeff Treadway, un joueur de champ intérieur, il passe donc aux Expos de Montréal le 23 mai 1995, alors que les Dodgers reçoivent le vétéran voltigeur Roberto Kelly et le lanceur gaucher Joey Eischen. L'échange semble au départ avantager les Dodgers, mais les Expos reçoivent le meilleur retour lorsque Rodriguez s'impose comme une vedette à Montréal en 1996. 
Rodriguez a connu ses meilleures saisons avec les Expos et les Cubs de Chicago. À Montréal en 1996, il établit un record de franchise (éventuellement battu par Vladimir Guerrero) avec 36 coups de circuits, son plus haut total en carrière. Il établit également des sommets personnels avec 147 coups sûrs, dont 42 doubles, 81 points marqués et 103 points produits. Ses performances en feront un des favoris de la foule et il sera affublé du surnom « Oh Henry! ». En cours de saison, les fans prirent l'habitude de lancer des chocolats Oh Henry! sur le terrain du Stade olympique après un circuit de Rodriguez. Il a représenté les Expos parmi les étoiles de la Ligue nationale au Match des étoiles cette année-là. Sa popularité mène à une entente commerciale entre les Expos, Rodríguez et la compagnie Hershey's, fabricant au Canada des chocolats Oh Henry!.
Le joueur de champ extérieur joua un rôle important chez les Cubs, qualifié pour les séries de division comme meilleur deuxième dans la Ligue Nationale en 1998. En 1999, toujours avec Chicago, il affiche sa meilleure moyenne au bâton en carrière (,304).